# ピーラー
ピーラー（peeler）とは、野菜や果物などの作物・調理物を自動または手動で刃を押し当て皮むきを行う調理器具。語源は、「皮をむく」という意味の英語の動詞 "peel"。

## 手動ピーラー

### 一般的形態

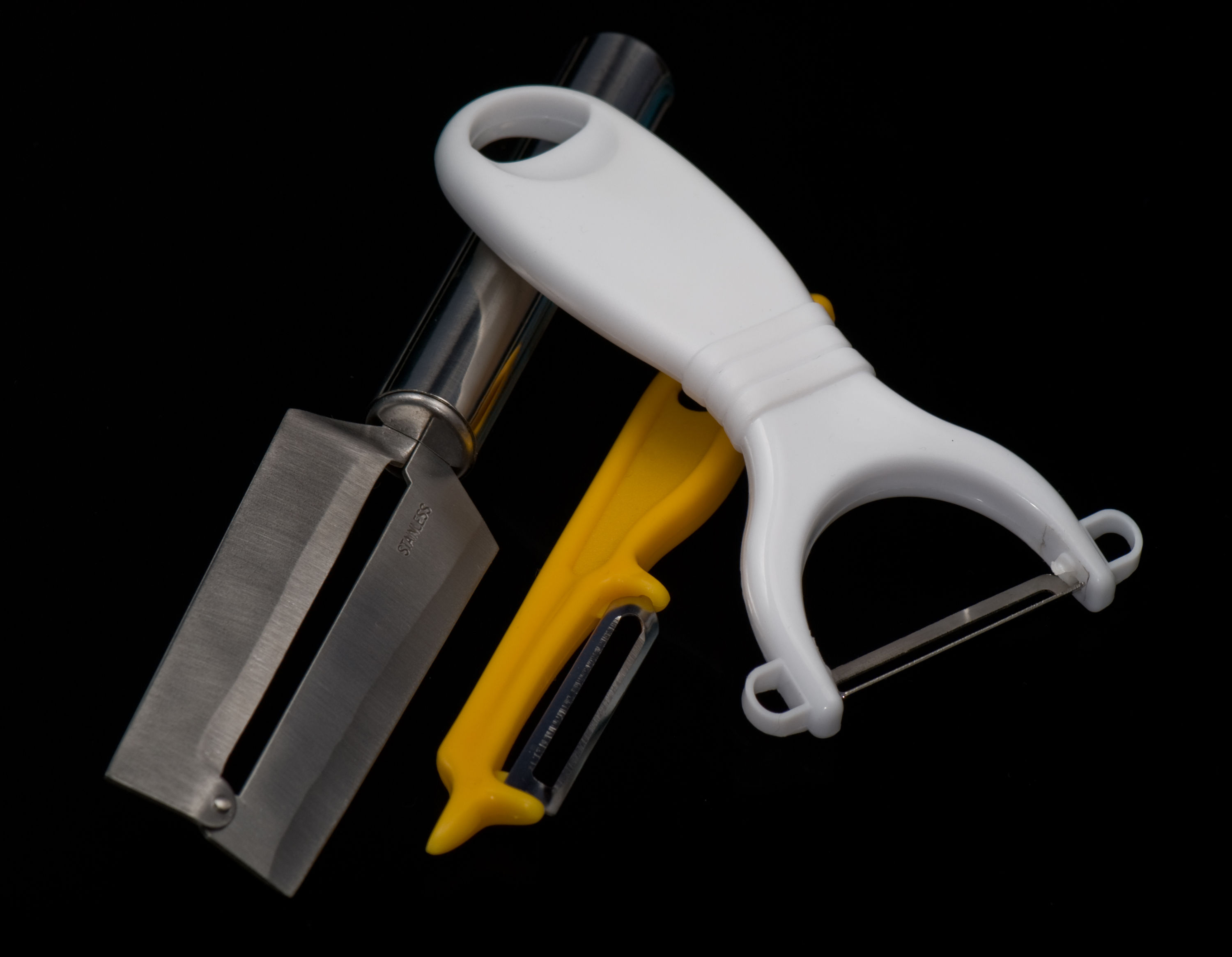
ピーラー

手動のピーラーにはT字型やI字型などの種類がある。
T字型（もしくはY字型・U字型）のピーラーでは先端に差し渡すように刃が取り付けられている。この刃を皮をむこうとする材料の表面に押し当て、皮を削ぎ落とす。刃の形状がある一定以上の厚みには食い込まないように工夫されているので、包丁などを使う場合に比べ、簡単に一定の薄さでスピーディーに削ぎ落とすことができる。刃は左右対称に取り付けられている製品が多いが、斜め方向に若干鋭角に取り付けられている製品もある。また、刃はステンレス製のもののほか、セラミック製のものもある。Y字型もしくはU字型のピーラーは、皮むきだけでなく刃の形状の工夫により、千切りなどを行えるものもある。
このほか食材を回転させながら側面から皮を削ぎ落とすP字型のピーラーもある。

### バリエーション

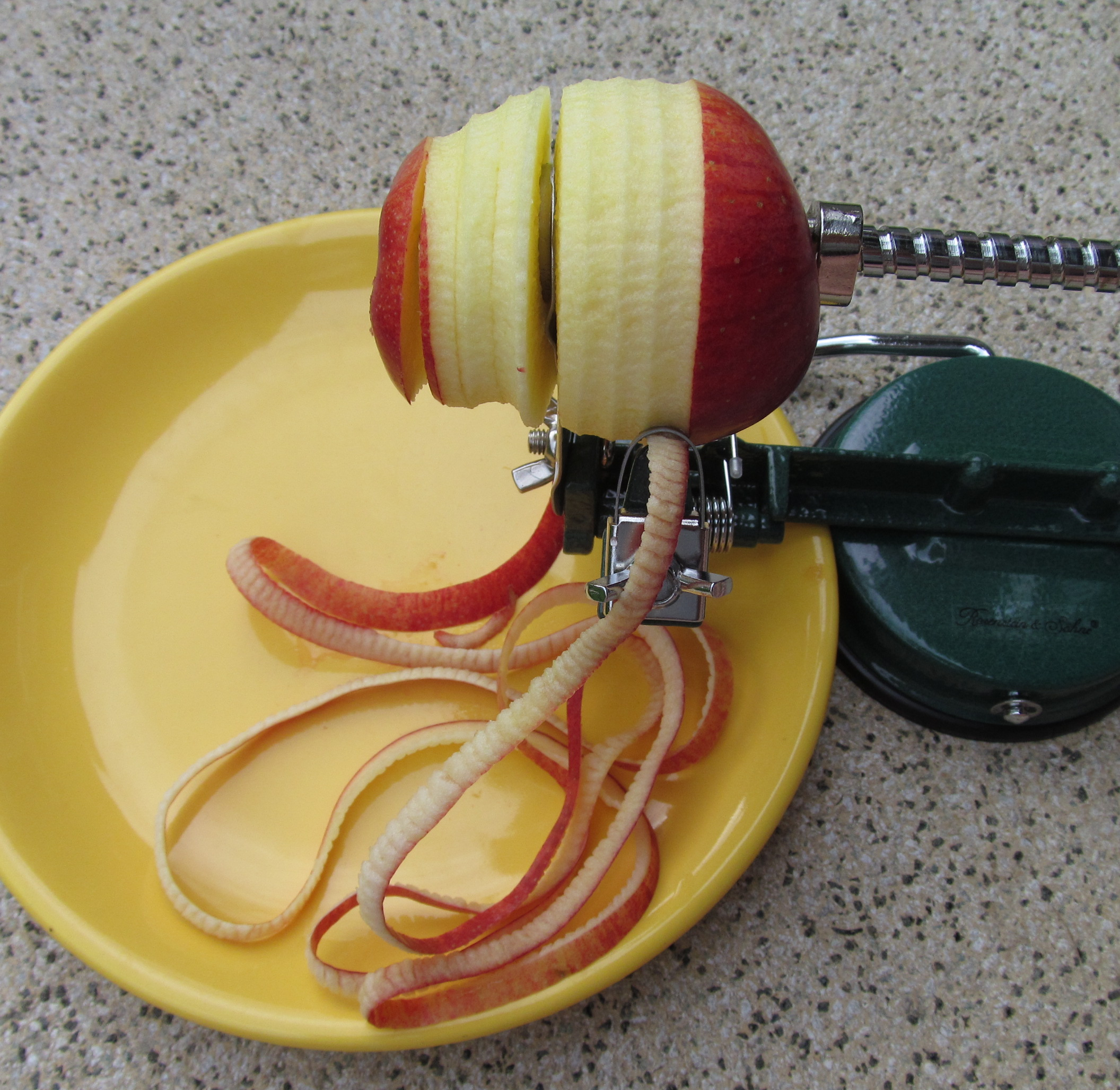
アップルピーラー（→全景）

リンゴ用のアップルピーラーなど、回転式のものもある。リンゴの芯の部分に軸を取り付けてハンドルを回転させることで、皮を取り除くことができる。
パイナップル用のパインピーラーのように上から押さえつけることで、皮を削ぎ落としながらドーナツ状にカットされる器具もある。類似の器具にパイナップルカッターがある。

## 業務用機器

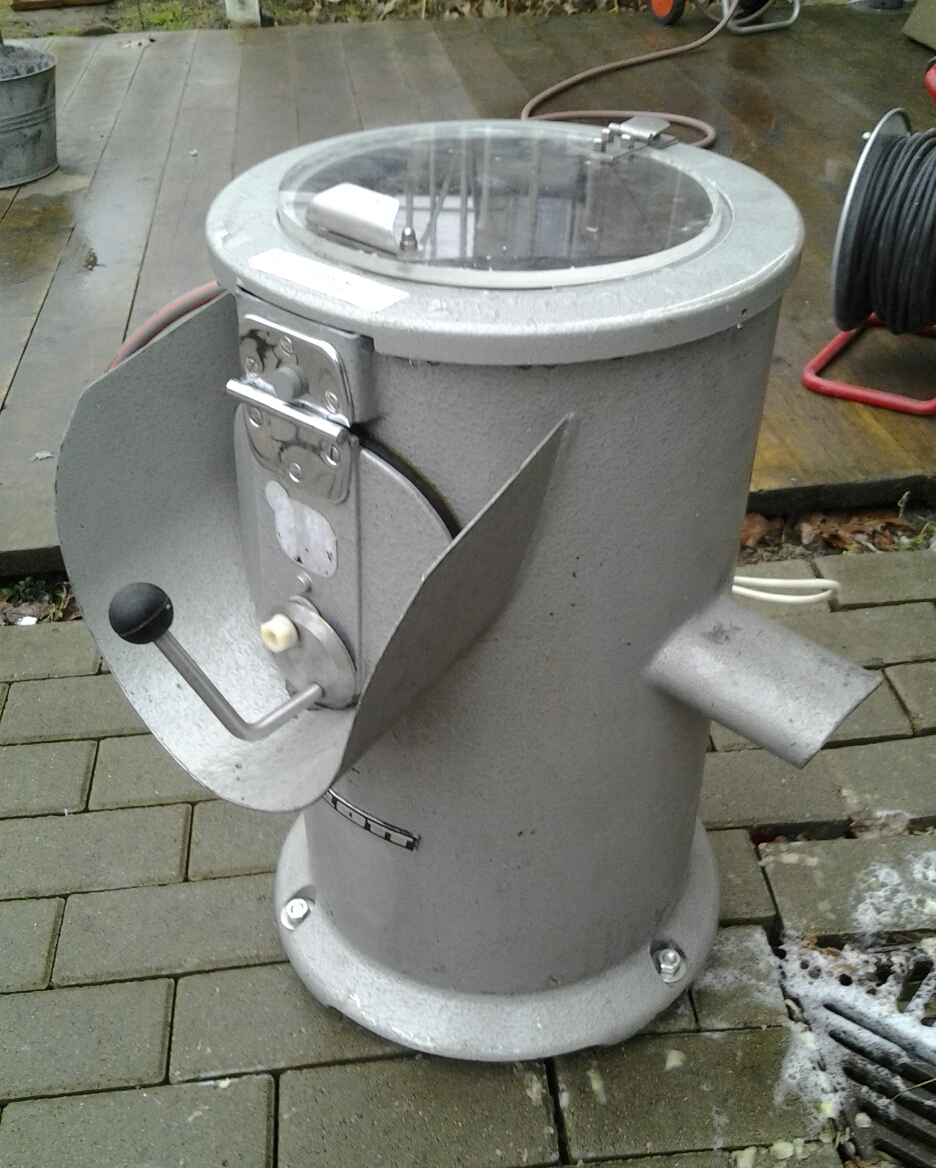
自動ジャガイモ皮むき器

業務用のピーラーの代表的な方式にはスチームピーラー方式やドラムピーラー方式がある。
スチームピーラー方式
高温蒸気を利用して皮を剥離させる方式。大量処理に向いているが、加熱により調理物が硬化して食感を損なう場合がある。
ドラムピーラー方式
内面にヤスリ刃を付けたドラムを回転させて皮を剥く方式。加工後の歩留まりは60％程度で、大きな原料を用意する必要があり廃棄物も多くなるためコスト高になる。また、刃の切れ味を保つため常時散水が必要だが、馬鈴薯などは水を吸って食味を損なう場合がある。
給食施設などで使用される球根皮むき機では投入したジャガイモなどの調理物の摩擦で皮を除去する。
このほか業務用のものには水圧や風圧を利用してネギなどの皮むきを行うものなどがある。